# جوزيف زيس
جوزيف زيس فيزيائي فرنسي

جوزيف زيس Joseph ZYSS (ولد في 1950) هو فيزيائي فرنسي اشتهر بابتكاره الضوئيات الجزيئية Molecular photonic وكذلك بتجاربه في البصريات اللاخطية.
وهو كتب أكثر من 600 مقالة محكمة
، ويعمل كاستاذ أميري في المدرسة العليا النظامية في كاشان جنوب باريس.

## حياته المهنية
درس البروفيسور جوزيف زيس في المدرسة المتعددة التقنيات في باريس كما درّس لاحقاً في معهد البصريات للخريجين في جنوب باريس، عمل في مجال البصريات اللاخطية، وعرف بمساهمتاه في تطوير مفاهيم جديدة كمفهوم مابعد الجسيمات metamolecules والضوئيات الجزيئية Molecular photonic، كما اسس مخبر الضوئيات الجزيئية الكمية في المدرسة العليا النظامية في باريس، وعمل رئيسا له لحين تقاعده، إذ يشغل الآن منصب أستاذ أميري في نفس المدرسة، كما كان له حضور دولي تجلى في حصوله على العديد من الجوائز الدولية.

## جوائز حصل عليها
- Prix Yves ROCARD [3]
- Gay-Lussac Humboldt [4]

## اقرأ أيضاً
- البصريات اللاخطية.